# Dysstroma griseo-fasciata
Dysstroma griseo-fasciata là một loài bướm đêm trong họ Geometridae.